# Indische Badmintonmeisterschaft 1953/54
Die Indische Badmintonmeisterschaft der Saison 1953/54 fand in Gwalior statt. Es war die 18. Austragung der nationalen Titelkämpfe im Badminton in Indien.

## Titelträger
| Disziplin    | Sieger                        |
| ------------ | ----------------------------- |
| Herreneinzel | Nandu M. Natekar              |
| Dameneinzel  | Sushila Rege                  |
| Herrendoppel | Gajanan Hemmady Manoj Guha    |
| Damendoppel  | Sushila Rege Shashi Bhatt     |
| Mixed        | Nandu M. Natekar Shashi Bhatt |